# 東京地方警務隊

## 海上自衛隊
海上自衛隊警務隊東京地方警務隊（かいじょうじえいたいけいむたいとうきょうちほうけいむたい）は、東京都新宿区の市ヶ谷基地に所在する、海上自衛隊防衛大臣直轄の警務隊である。地方警務隊管内を警務分遣隊又は警務連絡班単位に区分し、警務職務を任務とする。

### 範囲
東京都（台東区、北区、荒川区、板橋区、足立区、大島支庁管内、三宅支庁、八丈支庁管内及び小笠原支庁管方内を除く。）を警務範囲とする。

### 部隊編成
- 隊本部（市ヶ谷基地）
- 十条警務分遣隊（十条基地）：東京都（台東区、北区、荒川区、板橋区及び足立区に限る。）を担当

### 主要装備
- 73式小型トラック
- 73式中型トラック
- 業務車（覆面パトカー型）
- 業務トラック
- ホンダ・VFR400
- ホンダ・CB400SF
- 64式7.62mm小銃
- 9mm拳銃
- 12.7mm重機関銃M2

## 航空自衛隊
航空警務隊東京地方警務隊（こうくうけいむたいとうきょうちほうけいむたい）は、東京都新宿区の市ヶ谷基地に所在する、航空自衛隊防衛大臣直轄の警務隊である。警務職務を任務とする。

### 範囲
東京都（ 小笠原村を除く。） 、神奈川県を警務範囲とする。

### 部隊編成
- 隊本部（市ヶ谷基地）

### 主要装備
- 73式小型トラック
- 73式中型トラック
- 業務車（覆面パトカー型）
- 業務トラック
- ホンダ・VFR400
- ホンダ・CB400SF
- 64式7.62mm小銃
- 9mm拳銃
- 12.7mm重機関銃M2